# Claude Desseaux
Claude Desseaux (4 dicembre 1933 – 28 aprile 2020) è stato un cestista francese.

## Carriera
Con la Francia ha disputato i Campionati europei del 1957.